# Aurélio Michiles
Aurélio Michiles  (Manaus, 27 de dezembro de 1952) é um diretor de cinema brasileiro, especializado em documentários. Sua obra em cinema e televisão tem como foco a região e os povos amazônicos.
Cursou o Instituto de Artes e Arquitetura da Universidade de Brasília em 1973, e artes cênicas na Escola de Artes Visuais do Parque Lage, no Rio de Janeiro, entre 1977 e 1978.
Dirigiu filmes premiados, como Que viva Glauber (1991), A agonia do mogno (1992), Lina Bo Bardi (1993), Davi contra Golias, Brasil Caim,(que recebeu o prêmio Margarida de Prata), O cineasta da selva (1997), Teatro Amazonas (2002) e Tudo por amor ao cinema (2014).
Vive e trabalha em São Paulo.